# Mauritz de Haas

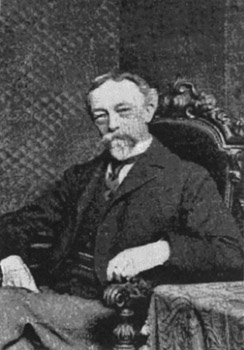
Mauritz de Haas

Mauritz Frederik Hendrik de Haas ( Rotterdam, 12 december 1832 – New York, 23 november 1895 ) was een Nederlands kunstschilder. Hij werkte het grootste deel van zijn loopbaan in Amerika en maakte vooral naam met zijn marineschilderijen.

## Leven en werk
De Haas studeerde aan de Rotterdamse Kunstacademie en later aan de Academie van Beeldende Kunsten te Den Haag, onder Johannes Bosboom en Louis Meijer. Van 1851 tot 1852 verbleef hij in Londen, waar hij de Engelse watercoloristen bestudeerde. In 1857 kreeg hij een aanstelling bij de Koninklijke Marine, maar in 1859 verhuisde hij naar New York, op aanbeveling van August Belmont, de Amerikaanse ambassadeur in Nederland.
In de Verenigde Staten groeide De Haas al snel uit tot een gerenommeerd kunstschilder, vooral van marinewerken, in een realistische stijl, in olie zowel als waterverf. Typerend voor zijn werk is de enigszins donkere toonzetting. Hij schilderde vooral zeilschepen, onder andere aan de kust van Holland, New England, Long Island en bij het eiland Grand Manan in de Fundybaai, vaak in stormachtig weer of zware wind, vaak ook bij avond of nacht, in maanlicht. In 1878 en 1889 exposeerde hij tijdens de wereldtentoonstellingen te Parijs en in 1893 op de World's Columbian Exposition te Chicago. Hij was volwaardig lid van de National Academy of Design, waarvoor hij meermaals exposeerde. In 1868 was hij een van de oprichters van de American Society of Painters in Water Colors.
Zijn broer Willem Frederik de Haas (1830–1880) was ook marineschilder. Hij overleed in 1895, 62 jaar oud. Werk van De Haas is tegenwoordig vooral te zien in Amerikaanse musea, zoals het Museum of Fine Arts te Boston, de New York Historical Society, de National Academy of Design in New York en het Smithsonian American Art Museum te Washington.

## Galerie

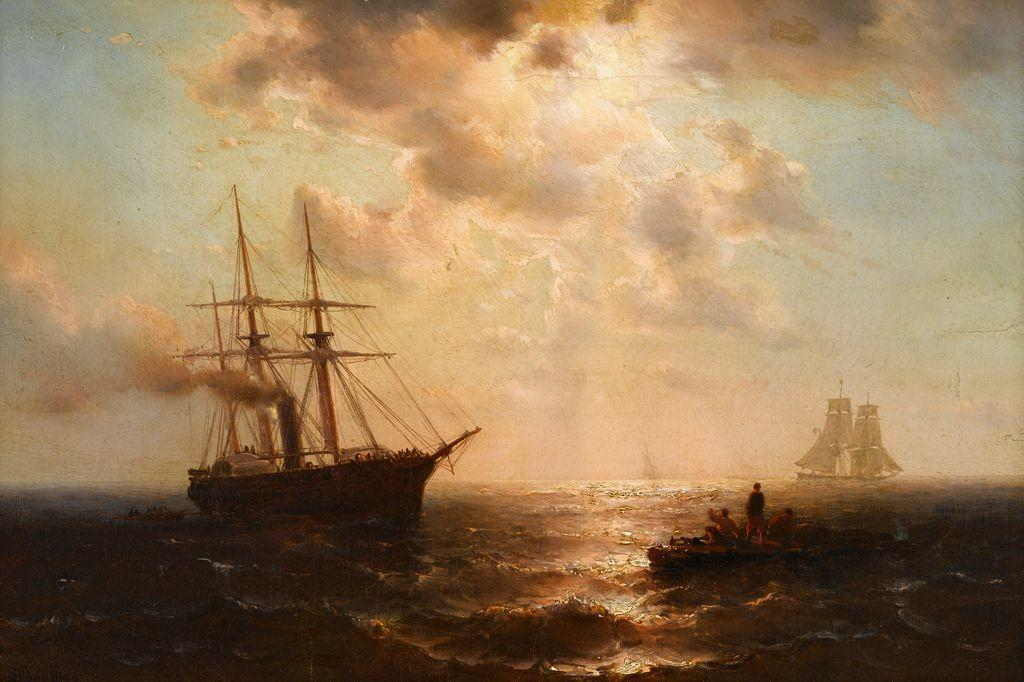
A steamship to the rescue
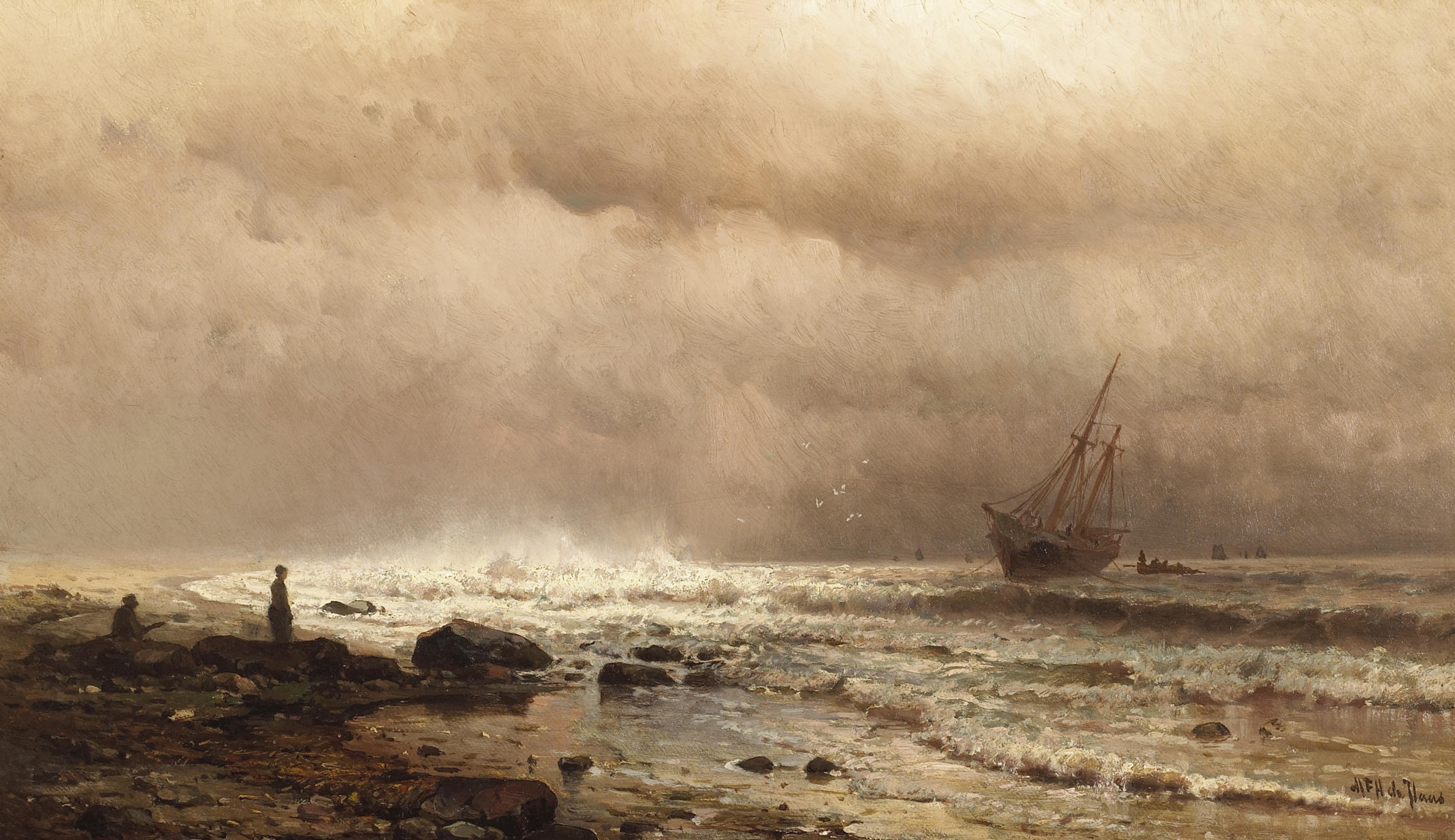
A Coastal View with Figures and a Ship at Sea
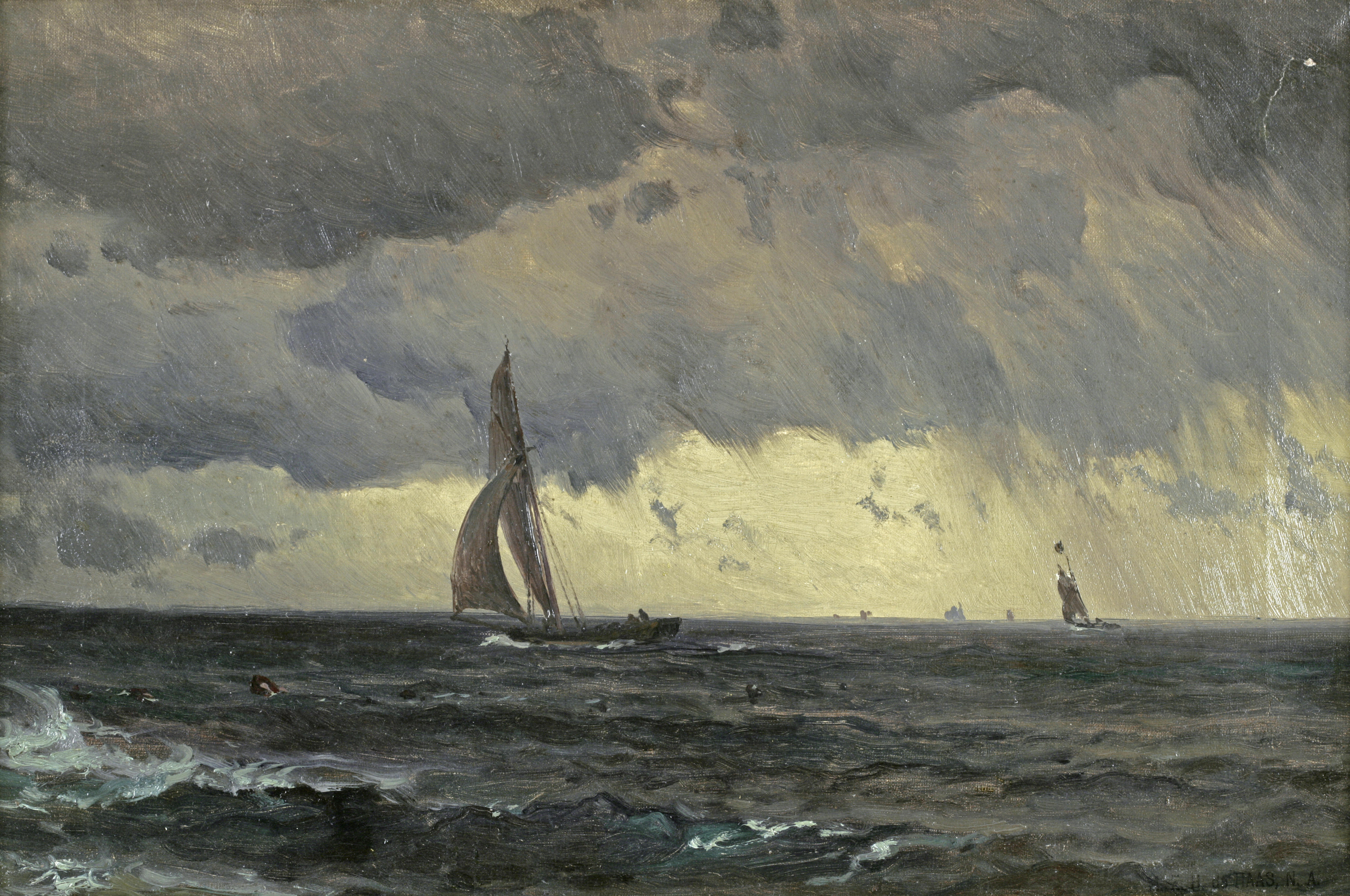
Sailing through Storms
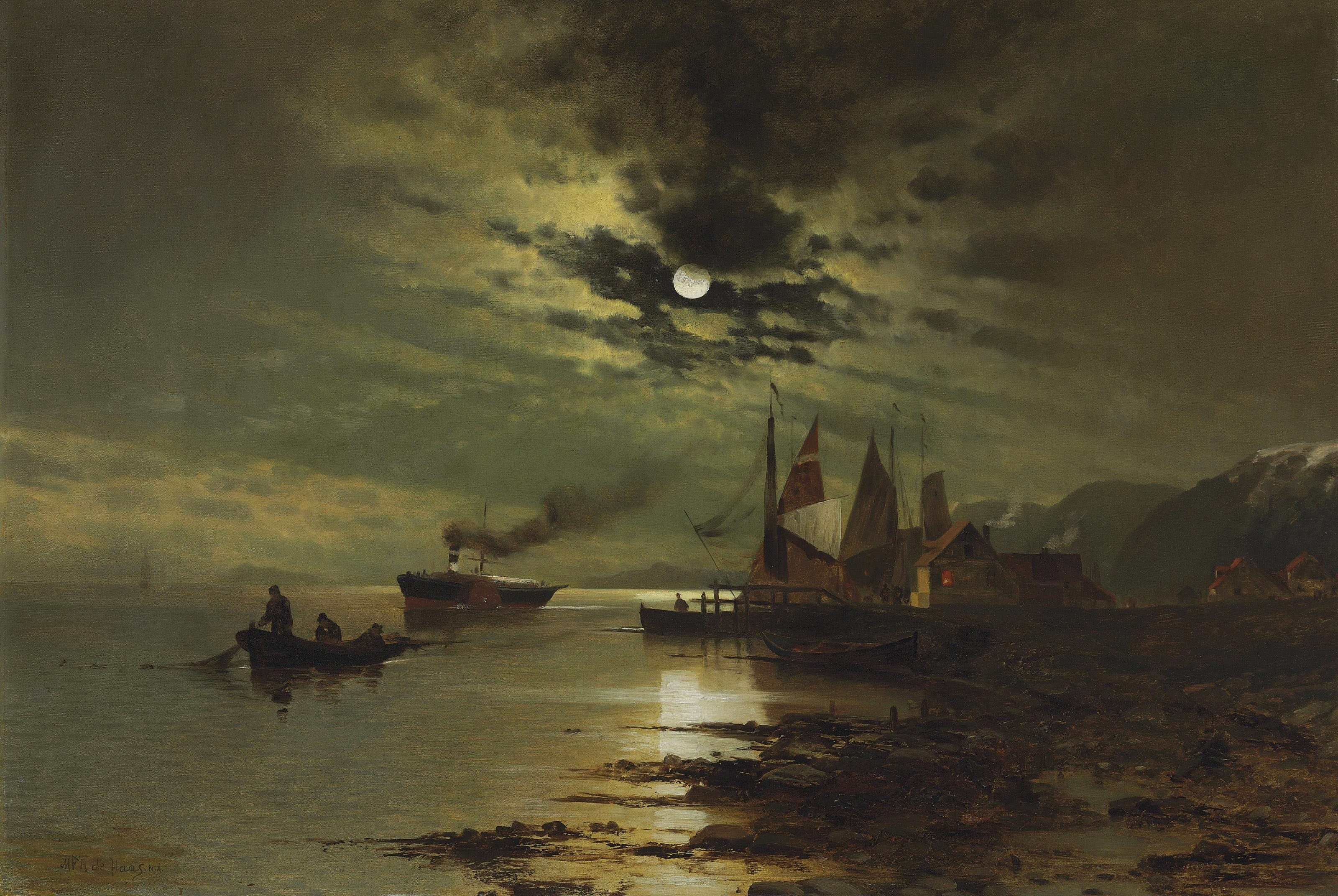
Hudson under the Moonlight
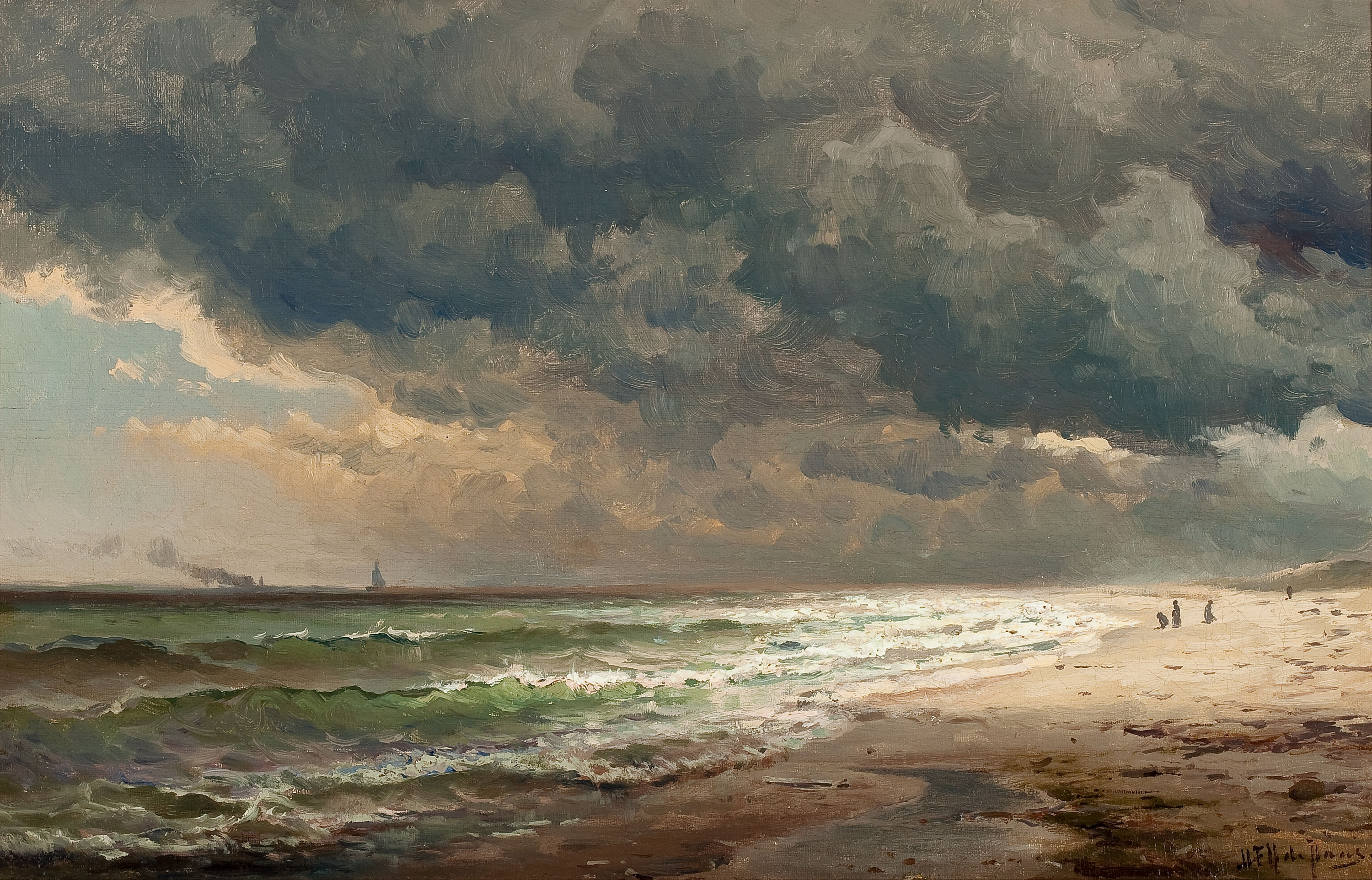
Long Island Beach